# 29329 Knobelsdorff
29329 Knobelsdorff è un asteroide della fascia principale. Scoperto nel 1994, presenta un'orbita caratterizzata da un semiasse maggiore pari a 2,2813301 UA e da un'eccentricità di 0,1156589, inclinata di 4,40629° rispetto all'eclittica.